# NGC 6061
NGC 6061 (другие обозначения — UGC 10199, MCG 3-41-118, ZWG 108.145, DRCG 34-134, PGC 57137) — галактика в созвездии Геркулес.
Этот объект входит в число перечисленных в оригинальной редакции «Нового общего каталога».